# Lac Surprise (Californie)
Pour les articles homonymes, voir Lac Surprise.
Le lac Surprise (en anglais : Surprise Lake) est un lac américain dans le comté de Tuolumne, en Californie. Il est situé à 2 980 mètres d'altitude au sein de la Yosemite Wilderness, dans le parc national de Yosemite.